# Zoran Jovanović Jus
Zoran Jovanović Jus (Gornji Milanovac, 2. septembar 1951) srpski i francuski je slikar, karikaturista i autor filmskih plakata.
U domenu crteža, multimedija i grafičkog dizajna kreirao je za mnoge poznate svetske časopise. Radio je plakate za velike filmske kompanije: 20th Century Fox, Warner Bros, AMLF, AAA, , , kao i za brojne filmske hitove.
Dobitnik je Jugoslovenske nagrade za karikaturu Pjer 1979. godine i nagrade ULUPUDS-a na Oktobarskom salonu 1980. godine.
Bio je nominovan za nagradu Sezar francuske Akademije filmske umetnosti i tehnike za najbolji filmski plakat za film Smaragdna šuma Džona Burmana, a dobio je i priznanja za kampanje filmova Ambis Džejmsa Kamerona 1988. godine i Kad je Hari sreo Sali Boba Rejnera 1989. godine.

## Biografija
Zoran Jovanović Jus je rođen 1951. godine u Gornjem Milanovcu, SFRJ. Kao srednjoškolac, počeo je da objavljuje radove u izdanjima Dečjih novina. Kasnije, za vreme studija u Džuboksu, Intervju i Dugi. Diplomirao je na Fakultetu likovnih umetnosti Univerziteta umetnosti u Beogradu 1977. godine. Naredne 1978. godine postaje član ULUS-a.
U Pariz se seli 1980. godine gde počinje da objavljuje u francuskim časopisima , , . Član je Francuskog udruženja likovnih umetnika (фр. La maison des artistes) od 1981. godine, kao i Francuske filmske akademije.
Trenutno živi i stvara u Pančevu.

## Profesionalni rad
Zoran Jovanović Jus je počeo da sa umetničkim opusom još u srednjoj školi. Eminentni jugoslovenski kritičari primetili su njegov talenat i njegove radove počinje da objavljuje izdavačka kuća Dečje novine, koja je, u to vreme, spadala u red najvećih evropskih i svetskih izdavača za decu i omladinu. Već kao šesnaestogodišnjak dobija priznanje Dečjih novina.
Po završetku srednje škole iz rodnog mesta odlazi u Beograd na studije. Tokom studija njegove radove objavljuju časopisi Džuboks, Intervju i Duga.
Karikatura Tine Tarner koju je kreirao Jus, naišla je na pozitivan odjek, svidela se i samoj pevačici, koja je, zbog te ilustracija, pristala da da intervju za jedan domaći časopis. Kao student uradio je karikature rok muzičara među kojima Bob Dilana, grupe Smak i dr.
Završava Fakultet likovnih umetnosti 1977. godine, a već naredne godine postaje član Udruženja likovnih umetnika Srbije.
Na 12. konkursu za nagrade Pjer koje dodeljuju Novosti, 1979. godine, dobio je nagradu za najbolju portret-karikaturu.
Dobija plaketu ULUPUDS-a na Oktobarskom salonu za dizajn allbuma Srebrnih krila Ja sam samo jedan od mnogih sa gitarom u izdanju Jugotona. Iste godine radio je i dizajn albuma Dragana Lakovića Verujem u trista čuda u izdanju PGP RTS.
U domenu crteža, multimedije i grafičkog dizajna nastavlja da stvara u Parizu od 1980. godine. Radio je za , , , , , , , , Muzej Nikole Tesle...
Takođe radi filmske plakate za poznate svetske produkcijske kuće 20th Century Fox, Warner Bros, AMLF, AAA, UGC, Kanal plus...
Centralna preokupacija u njegovom slikarskom opusu je čovek.
Slike Zorana Jovanovića Jusa nalaze se u privatnim kolekcijama širom sveta, među kojima su zbirke porodice Miteran, Žan-Žaka Anoa, Džejmsa Kamerona, Žozijan Balasko, Izabele Ađani i Ronalda Lidsa.

### Izložbe
- 5. internacionalni festival mediteranske kulture u Francuskoj (1988)
- Kulturni centar grada Sabla (1990)
- Galerija Obelisk u Onfleru (1995)
- Samostalna izložba Svetlo na tamnoj strani duše (2001)[3]